# Disqus
Disqus é um serviço online que oferece uma plataforma centralizada de discussões e postagem de comentários para sites, fundado por Daniel Ha e Jason Yan em maio de 2007 sob a empresa Big Head Labs Inc. O Disqus suporta integração com Gravatar, Facebook, Twitter e outras redes sociais, e em 2010 ultrapassou 13 milhões de usuários registrados em mais de 500 mil comunidades.